# Unai Simón
Unai Simón Mendibil (Vitoria, 11 giugno 1997) è un calciatore spagnolo, portiere dell'Athletic Bilbao e della nazionale spagnola, con la quale è stato campione d'Europa nel 2024.

## Caratteristiche tecniche
È un portiere dotato di riflessi reattivi che, uniti al suo buon senso della posizione, gli permettono di parare anche i tiri dalla corta distanza, principalmente preferisce fare ricorso alla respinta, sa usare bene sia le mani sia le gambe. Perfettamente capace di parare i calci di punizione, ma se la cava egregiamente anche con i rigori: infatti, saltando lateralmente da entrambe le direzioni prima che l'avversario possa calciare la palla (proprio usando questo metodo), più volte è stato capace di parare i tiri dagli undici metri.

## Carriera

### Club
Simón inizia la carriera giovanile nella squadra dell'Aurrerá Vitoria. Nel 2011 fa parte dell'Athletic Bilbao. Nel dicembre 2014 viene ceduto in terza divisione alla squadra del Baskonia mentre dal 2015 al 2018 si consolida come portiere del Bilbao Athletic, seconda squadra dell'Athletic.
A partire dalla stagione 2016-2017 per alcuni infortuni dei portieri dell'Athletic Bilbao, tra cui il titolare Kepa Arrizabalaga, viene aggregato in prima squadra, militante nella prima divisione spagnola.
Il 27 luglio 2018, dopo due stagioni senza presenze nella prima squadra dei baschi, viene ceduto in prestito all'Elche. Tuttavia il 15 agosto seguente il prestito viene rescisso perché l'Athletic aveva necessità di avere in rosa un altro portiere dopo la cessione di Kepa, l'infortunio accorso a Iago Herrerín e le frizioni con la società di Álex Remiro dovute al suo mancato rinnovo di contratto con gli iberici. Cinque giorni dopo esordisce in campionato nella vittoria per 2-1 nei confronti del Leganes. Dopo il ritorno dall'infortunio di Herrerín torna a essere il portiere di riserva.
La prima stagione termina con soltanto 11 presenze (7 in Liga e 4 in Copa del Rey), ma a partire dalla quella successiva viene promosso come primo portiere della squadra.

### Nazionale
Debutta con la maglia dell'under 21 spagnola il 1 settembre 2017 nell'amichevole contro i pari età dell'Italia vincendo per 3-0. Giocherà nelle gare di qualificazione agli Europei 2019, nella sua prima gara avrà come avversaria la Slovacchia riuscendo a prevalere per 4-1. Con la sua squadra riesce a conquistare il torneo europeo nel 2019, avendo giocato però solo nella gara di apertura contro l'Italia perdendo per 3-1, per il resto del torneo il portiere titolare è stato Antonio Sivera.
Il 20 agosto 2020 viene convocato per la prima volta come terzo portiere dal ct Luis Enrique in nazionale maggiore per le partite inaugurali di Nations League del settembre successivo, senza scendere in campo. L'11 novembre successivo viene riconvocato ed esordisce giocando da titolare nella partita amichevole contro i Paesi Bassi, terminata con il risultato di 1-1. Tre giorni dopo viene nuovamente impiegato come titolare nella Nations League di contro la Svizzera, gara anch'essa terminata ancora una volta in un pareggio per 1-1.
Confermato titolare anche nelle partite successive a scapito di David de Gea, il 24 maggio 2021 viene inserito nella lista dei convocati per l'europeo, in cui viene confermato tra i pali dal ct degli iberici Luis Enrique. Si rivelerà determinante ai quarti di finale contro la Svizzera, il match finito in pareggio per 1-1 deciderà la vincitrice ai calci di rigore, e Simón parerà i tiri di Manuel Akanji e Fabian Schär e la Spagna vincerà per 3-1; in semifinale, a seguito del secondo pareggio consecutivo (sempre con il risultato di 1-1) contro l'Italia la sua squadra va nuovamente ai rigori: dopo un buon inizio dove Simón riesce a parare il primo tiro, calciato da Manuel Locatelli, la Spagna perde ugualmente per 4-2.
Ai Giochi Olimpici di Tokyo 2020, dove vince l'argento, svoltisi tra la fine di luglio e l'inizio di agosto 2021, è titolare fisso della nazionale, giocando tutte le 6 partite e tutti i 630 minuti: come lui solo i difensori Pau Torres ed Eric García.
Gioca come portiere titolare nella Coppa del Mondo nell'edizione Qatar 2022, la Spagna si qualifica come seconda del proprio girone dopo il Giappone che infatti batte la nazionale iberica per 2-1, nonostante l'iniziale vantaggio Simón subisce due reti da Ritsu Dōan e Ao Tanaka in un lasso di tempo di soli tre minuti, ottiene comunque la qualificazione agli ottavi di finale dove perde ai rigori per 3-0 contro il Marocco, Simón pur parando il tiro di Badr Benoun non riesce a impedire la sconfitta, complice il fatto che nessuno dei suoi compagni è stato capace di mettere a segno nemmeno un rigore.
Il 18 giugno 2023 vince la finale della Nations League, risultando decisivo nel fermare due tiri nei calci di rigore contro la Croazia. Neutralizza i rigori di Lovro Majer, realizzando una parata in tuffo con il piede, e il tiro di Bruno Petković.
Vince il campionato d'Europa 2024 giocando tutte le partite, tranne nella terza partita dei giorni contro l'Albania, dove a sostituirlo è David Raya; nel corso del torneo Simón non ha subito più di un gol durante le partite giocate.

## Statistiche

### Presenze e reti nei club
Statistiche aggiornate al 17 agosto 2025
| Stagione               | Squadra                | Campionato             | Campionato | Campionato | Coppe nazionali | Coppe nazionali | Coppe nazionali | Coppe continentali | Coppe continentali | Coppe continentali | Altre coppe | Altre coppe | Altre coppe | Totale | Totale |
| Stagione               | Squadra                | Comp                   | Pres       | Reti       | Comp            | Pres            | Reti            | Comp               | Pres               | Reti               | Comp        | Pres        | Reti        | Pres   | Reti   |
| ---------------------- | ---------------------- | ---------------------- | ---------- | ---------- | --------------- | --------------- | --------------- | ------------------ | ------------------ | ------------------ | ----------- | ----------- | ----------- | ------ | ------ |
| 2014-2015              | Baskonia               | TD                     | 14         | -15        | CR              | -               | -               | -                  | -                  | -                  | -           | -           | -           | 14     | -15    |
| 2015-2016              | Baskonia               | TD                     | 22         | -35        | CR              | -               | -               | -                  | -                  | -                  | -           | -           | -           | 22     | -35    |
| Totale Baskonia        | Totale Baskonia        | Totale Baskonia        | 36         | -50        |                 | -               | -               |                    | -                  | -                  |             | -           | -           | 36     | -50    |
| 2016-2017              | Bilbao Athletic        | SDB                    | 29         | -23        | -               | -               | -               | -                  | -                  | -                  | -           | -           | -           | 29     | -23    |
| 2017-2018              | Bilbao Athletic        | SDB                    | 29+2       | -18 + -3   | -               | -               | -               | -                  | -                  | -                  | -           | -           | -           | 31     | -21    |
| Totale Bilbao Athletic | Totale Bilbao Athletic | Totale Bilbao Athletic | 58+2       | -41 + -3   |                 | -               | -               |                    | -                  | -                  |             | -           | -           | 60     | -44    |
| 2018-2019              | Athletic Bilbao        | PD                     | 7          | -13        | CR              | 4               | -3              | -                  | -                  | -                  | -           | -           | -           | 11     | -16    |
| 2019-2020              | Athletic Bilbao        | PD                     | 34         | -29        | CR              | 4               | -3              | -                  | -                  | -                  | -           | -           | -           | 38     | -32    |
| 2020-2021              | Athletic Bilbao        | PD                     | 37         | -40        | CR              | 4               | -7              | -                  | -                  | -                  | SS          | 2           | -3          | 43     | -50    |
| 2021-2022              | Athletic Bilbao        | PD                     | 34         | -31        | CR              | 0               | 0               | -                  | -                  | -                  | SS          | 2           | -3          | 36     | -34    |
| 2022-2023              | Athletic Bilbao        | PD                     | 31         | -36        | CR              | 0               | 0               | -                  | -                  | -                  | -           | -           | -           | 31     | -36    |
| 2023-2024              | Athletic Bilbao        | PD                     | 36         | -33        | CR              | 0               | 0               | -                  | -                  | -                  | -           | -           | -           | 36     | -33    |
| 2024-2025              | Athletic Bilbao        | PD                     | 21         | -14        | CR              | 0               | 0               | UEL                | 1                  | 0                  | SS          | 1           | -2          | 23     | -16    |
| 2025-2026              | Athletic Bilbao        | PD                     | 1          | -2         | CR              | 0               | 0               | UEL                | 0                  | 0                  | -           | -           | -           | 1      | -2     |
| Totale Athletic Bilbao | Totale Athletic Bilbao | Totale Athletic Bilbao | 201        | -198       |                 | 12              | -13             |                    | 1                  | 0                  |             | 5           | -8          | 219    | -219   |
| Totale carriera        | Totale carriera        | Totale carriera        | 297        | -292       |                 | 12              | -13             |                    | 1                  | 0                  |             | 5           | -8          | 314    | -313   |

### Cronologia presenze e reti in nazionale
| Cronologia completa delle presenze e delle reti in nazionale ― Spagna | Cronologia completa delle presenze e delle reti in nazionale ― Spagna | Cronologia completa delle presenze e delle reti in nazionale ― Spagna | Cronologia completa delle presenze e delle reti in nazionale ― Spagna | Cronologia completa delle presenze e delle reti in nazionale ― Spagna | Cronologia completa delle presenze e delle reti in nazionale ― Spagna | Cronologia completa delle presenze e delle reti in nazionale ― Spagna | Cronologia completa delle presenze e delle reti in nazionale ― Spagna |
| Data                                                                  | Città                                                                 | In casa                                                               | Risultato                                                             | Ospiti                                                                | Competizione                                                          | Reti                                                                  | Note                                                                  |
| --------------------------------------------------------------------- | --------------------------------------------------------------------- | --------------------------------------------------------------------- | --------------------------------------------------------------------- | --------------------------------------------------------------------- | --------------------------------------------------------------------- | --------------------------------------------------------------------- | --------------------------------------------------------------------- |
| 11-11-2020                                                            | Amsterdam                                                             | Paesi Bassi                                                           | 1 – 1                                                                 | Spagna                                                                | Amichevole                                                            | -1                                                                    |                                                                       |
| 14-11-2020                                                            | Basilea                                                               | Svizzera                                                              | 1 – 1                                                                 | Spagna                                                                | UEFA Nations League 2020-2021 - 1º turno                              | -1                                                                    |                                                                       |
| 17-11-2020                                                            | Siviglia                                                              | Spagna                                                                | 6 – 0                                                                 | Germania                                                              | UEFA Nations League 2020-2021 - 1º turno                              | -                                                                     |                                                                       |
| 25-3-2021                                                             | Granada                                                               | Spagna                                                                | 1 – 1                                                                 | Grecia                                                                | Qual. Mondiali 2022                                                   | -1                                                                    |                                                                       |
| 28-3-2021                                                             | Tbilisi                                                               | Georgia                                                               | 1 – 2                                                                 | Spagna                                                                | Qual. Mondiali 2022                                                   | -1                                                                    |                                                                       |
| 31-3-2021                                                             | Siviglia                                                              | Spagna                                                                | 3 – 1                                                                 | Kosovo                                                                | Qual. Mondiali 2022                                                   | -1                                                                    |                                                                       |
| 4-6-2021                                                              | Madrid                                                                | Spagna                                                                | 0 – 0                                                                 | Portogallo                                                            | Amichevole                                                            | -                                                                     |                                                                       |
| 14-6-2021                                                             | Siviglia                                                              | Spagna                                                                | 0 – 0                                                                 | Svezia                                                                | Euro 2020 - 1º turno                                                  | -                                                                     |                                                                       |
| 19-6-2021                                                             | Siviglia                                                              | Spagna                                                                | 1 – 1                                                                 | Polonia                                                               | Euro 2020 - 1º turno                                                  | -1                                                                    |                                                                       |
| 23-6-2021                                                             | Siviglia                                                              | Slovacchia                                                            | 0 – 5                                                                 | Spagna                                                                | Euro 2020 - 1º turno                                                  | -                                                                     |                                                                       |
| 28-6-2021                                                             | Copenaghen                                                            | Croazia                                                               | 3 – 5 dts                                                             | Spagna                                                                | Euro 2020 - Ottavi di finale                                          | -3                                                                    |                                                                       |
| 2-7-2021                                                              | San Pietroburgo                                                       | Svizzera                                                              | 1 – 1 dts (1 – 3 dtr)                                                 | Spagna                                                                | Euro 2020 - Quarti di finale                                          | -1                                                                    |                                                                       |
| 6-7-2021                                                              | Londra                                                                | Italia                                                                | 1 – 1 dts (4 – 2 dtr)                                                 | Spagna                                                                | Euro 2020 - Semifinale                                                | -1                                                                    |                                                                       |
| 2-9-2021                                                              | Solna                                                                 | Svezia                                                                | 2 – 1                                                                 | Spagna                                                                | Qual. Mondiali 2022                                                   | -2                                                                    |                                                                       |
| 5-9-2021                                                              | Badajoz                                                               | Spagna                                                                | 4 – 0                                                                 | Georgia                                                               | Qual. Mondiali 2022                                                   | -                                                                     | 74’                                                                   |
| 8-9-2021                                                              | Pristina                                                              | Kosovo                                                                | 0 – 2                                                                 | Spagna                                                                | Qual. Mondiali 2022                                                   | -                                                                     |                                                                       |
| 6-10-2021                                                             | Milano                                                                | Italia                                                                | 1 – 2                                                                 | Spagna                                                                | UEFA Nations League 2020-2021 - Semifinale                            | -1                                                                    |                                                                       |
| 10-10-2021                                                            | Milano                                                                | Spagna                                                                | 1 – 2                                                                 | Francia                                                               | UEFA Nations League 2020-2021 - Finale                                | -2                                                                    |                                                                       |
| 11-11-2021                                                            | Atene                                                                 | Grecia                                                                | 0 – 1                                                                 | Spagna                                                                | Qual. Mondiali 2022                                                   | -                                                                     |                                                                       |
| 14-11-2021                                                            | Siviglia                                                              | Spagna                                                                | 1 – 0                                                                 | Svezia                                                                | Qual. Mondiali 2022                                                   | -                                                                     |                                                                       |
| 29-3-2022                                                             | La Coruña                                                             | Spagna                                                                | 5 – 0                                                                 | Islanda                                                               | Amichevole                                                            | -                                                                     |                                                                       |
| 2-6-2022                                                              | Siviglia                                                              | Spagna                                                                | 1 – 1                                                                 | Portogallo                                                            | UEFA Nations League 2020-2021 - 1º turno                              | -1                                                                    |                                                                       |
| 5-6-2022                                                              | Praga                                                                 | Rep. Ceca                                                             | 2 – 2                                                                 | Spagna                                                                | UEFA Nations League 2022-2023 - 1º turno                              | -2                                                                    |                                                                       |
| 9-6-2022                                                              | Lancy                                                                 | Svizzera                                                              | 0 – 1                                                                 | Spagna                                                                | UEFA Nations League 2022-2023 - 1º turno                              | -                                                                     |                                                                       |
| 12-6-2022                                                             | Malaga                                                                | Spagna                                                                | 2 – 0                                                                 | Rep. Ceca                                                             | UEFA Nations League 2022-2023 - 1º turno                              | -                                                                     |                                                                       |
| 24-9-2022                                                             | Saragozza                                                             | Spagna                                                                | 1 – 2                                                                 | Svizzera                                                              | UEFA Nations League 2022-2023 - 1º turno                              | -2                                                                    |                                                                       |
| 27-9-2022                                                             | Braga                                                                 | Portogallo                                                            | 0 – 1                                                                 | Spagna                                                                | UEFA Nations League 2022-2023 - 1º turno                              | -                                                                     |                                                                       |
| 23-11-2022                                                            | Doha                                                                  | Spagna                                                                | 7 – 0                                                                 | Costa Rica                                                            | Mondiali 2022 - 1º turno                                              | -                                                                     |                                                                       |
| 27-11-2022                                                            | Al Khawr                                                              | Spagna                                                                | 1 – 1                                                                 | Germania                                                              | Mondiali 2022 - 1º turno                                              | -1                                                                    |                                                                       |
| 1-12-2022                                                             | Al Rayyan                                                             | Giappone                                                              | 2 – 1                                                                 | Spagna                                                                | Mondiali 2022 - 1º turno                                              | -2                                                                    |                                                                       |
| 6-12-2022                                                             | Al Rayyan                                                             | Marocco                                                               | 0 – 0 dts (3 – 0 dtr)                                                 | Spagna                                                                | Mondiali 2022 - Ottavi di finale                                      | -                                                                     |                                                                       |
| 15-6-2023                                                             | Enschede                                                              | Spagna                                                                | 2 – 1                                                                 | Italia                                                                | UEFA Nations League 2022-2023 - Semifinale                            | -1                                                                    |                                                                       |
| 18-6-2023                                                             | Rotterdam                                                             | Croazia                                                               | 0 – 0 dts (4 – 5 dtr)                                                 | Spagna                                                                | UEFA Nations League 2022-2023 - Finale                                | -                                                                     |                                                                       |
| 8-9-2023                                                              | Tbilisi                                                               | Georgia                                                               | 1 – 7                                                                 | Spagna                                                                | Qual. Euro 2024                                                       | -1                                                                    |                                                                       |
| 12-9-2023                                                             | Granada                                                               | Spagna                                                                | 6 – 0                                                                 | Cipro                                                                 | Qual. Euro 2024                                                       | -                                                                     |                                                                       |
| 12-10-2023                                                            | Siviglia                                                              | Spagna                                                                | 2 – 0                                                                 | Scozia                                                                | Qual. Euro 2024                                                       | -                                                                     | 61’                                                                   |
| 15-10-2023                                                            | Oslo                                                                  | Norvegia                                                              | 0 – 1                                                                 | Spagna                                                                | Qual. Euro 2024                                                       | -                                                                     |                                                                       |
| 19-11-2023                                                            | Valladolid                                                            | Spagna                                                                | 3 – 1                                                                 | Georgia                                                               | Qual. Euro 2024                                                       | -1                                                                    |                                                                       |
| 26-3-2024                                                             | Madrid                                                                | Spagna                                                                | 3 – 3                                                                 | Brasile                                                               | Amichevole                                                            | -3                                                                    |                                                                       |
| 8-6-2024                                                              | Palma di Maiorca                                                      | Spagna                                                                | 5 – 1                                                                 | Irlanda del Nord                                                      | Amichevole                                                            | -1                                                                    |                                                                       |
| 15-6-2024                                                             | Berlino                                                               | Spagna                                                                | 3 – 0                                                                 | Croazia                                                               | Euro 2024 - 1º turno                                                  | -                                                                     |                                                                       |
| 20-6-2024                                                             | Gelsenkirchen                                                         | Spagna                                                                | 1 – 0                                                                 | Italia                                                                | Euro 2024 - 1º turno                                                  | -                                                                     |                                                                       |
| 30-6-2024                                                             | Colonia                                                               | Spagna                                                                | 4 – 1                                                                 | Georgia                                                               | Euro 2024 - Ottavi di finale                                          | -1                                                                    |                                                                       |
| 5-7-2024                                                              | Stoccarda                                                             | Spagna                                                                | 2 – 1 dts                                                             | Germania                                                              | Euro 2024 - Quarti di finale                                          | -1                                                                    | 82’                                                                   |
| 9-7-2024                                                              | Monaco di Baviera                                                     | Spagna                                                                | 2 – 1                                                                 | Francia                                                               | Euro 2024 - Semifinale                                                | -1                                                                    |                                                                       |
| 14-7-2024                                                             | Berlino                                                               | Spagna                                                                | 2 – 1                                                                 | Inghilterra                                                           | Euro 2024 - Finale                                                    | -1                                                                    |                                                                       |
| 20-3-2025                                                             | Rotterdam                                                             | Paesi Bassi                                                           | 2 – 2                                                                 | Spagna                                                                | UEFA Nations League 2024-2025 - Quarti di finale                      | -2                                                                    |                                                                       |
| 23-3-2025                                                             | Valencia                                                              | Spagna                                                                | 3 – 3 dts (5 – 4 dtr)                                                 | Paesi Bassi                                                           | UEFA Nations League 2024-2025 - Quarti di finale                      | -3                                                                    | cap. 108’                                                             |
| 5-6-2025                                                              | Stoccarda                                                             | Spagna                                                                | 5 – 4                                                                 | Francia                                                               | UEFA Nations League 2024-2025 - Semifinale                            | -4                                                                    | cap.                                                                  |
| 8-6-2025                                                              | Monaco di Baviera                                                     | Portogallo                                                            | 2 – 2 dts (5 – 3 dtr)                                                 | Spagna                                                                | UEFA Nations League 2024-2025 - Finale                                | -2                                                                    | cap.                                                                  |
| Totale                                                                |                                                                       | Presenze                                                              | 50                                                                    |                                                                       | Reti                                                                  | -46                                                                   |                                                                       |

## Palmarès

### Club
- Supercoppa di Spagna: 1

Athletic Bilbao: 2021
- Coppa di Spagna: 1

Athletic Bilbao: 2023-2024

### Nazionale
- Campionato d'Europa Under-19: 1

2015
- Campionato d'Europa Under-21: 1

2019
- Argento olimpico: 1

2020
- UEFA Nations League: 1

2022-2023
- Campionato d'Europa: 1

2024

### Individuale
- Trofeo Zamora: 1

2023-2024